# D·拉贾

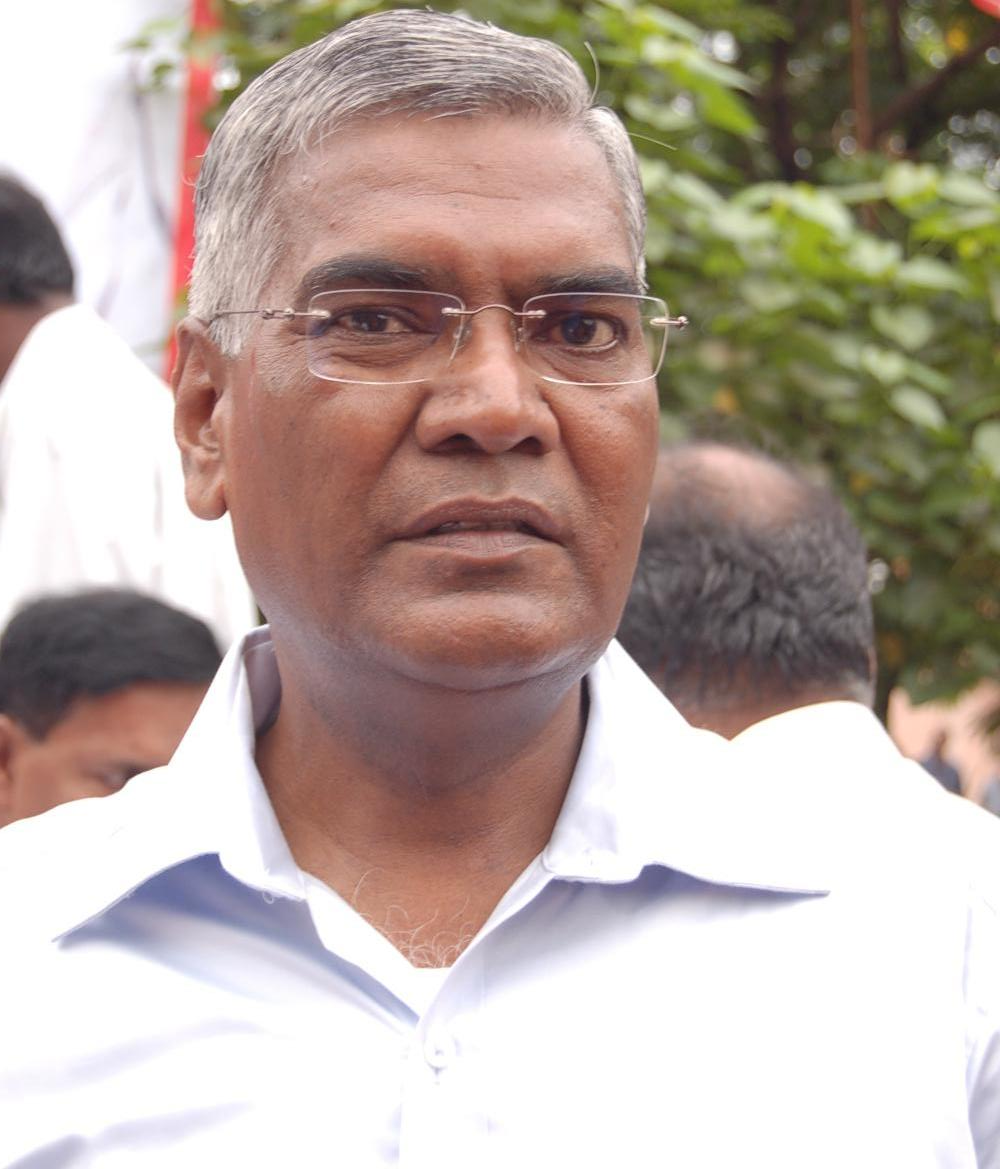
D·拉贾

多赖瑟米·拉贾（1949年6月3日—），通称D·拉贾，印度政治家，现任印度共产党总书记，曾任印度共产党全国书记、联邦院议员。他出生于泰米尔纳德邦韦洛尔区奇塔图尔的一个达利特家庭。他先后毕业于G.T.M.学院和政府师范学院，分别获得理学学士学位和教育学学士学位，是他所在村庄的第一位大学毕业生。他的妻子是印度妇女全国联合会前总书记安妮·拉贾，他们有1个女儿。